# كينجي أوشيبا
كينجي أوشيبا (باليابانية: 大柴 健二) (مواليد 19 نوفمبر 1973)، هو لاعب كرة قدم ياباني سابق كان يلعب كمهاجم.

## روابط خارجية
- كينجي أوشيبا على موقع رابطة كرة القدم اليابانية للمحترفين (اليابانية)
- كينجي أوشيبا على موقع عالم كرة القدم.نت (الإنجليزية)